# Compass UOL
A Compass UOL é uma empresa global integrante da AI Revolution Company (AI/R), que impulsiona a transformação de organizações por meio da Inteligência Artificial, IA Generativa e das Tecnologias Digitais.

## História
A Compasso Tecnologia foi fundada em 1995 em Passo Fundo, no Rio Grande do Sul – Brasil. Inicialmente, a empresa era focada em prestar serviços personalizados relativos a softwares da Oracle. A partir de 2010, uma movimentação de mercado realizada pelo Grupo UOL começaria a colocar a história das duas empresas no mesmo caminho, isso porque, nesse mesmo ano, o Grupo UOL adquiriu a americana DIVEO, com maior datacenter do Brasil, e entrou no mercado corporativo de grandes empresas. No mesmo ano, também comprou a Tech4B, empresa de garantia da qualidade (quality assurance) e performance de softwares.
Em fevereiro de 2013, a Compasso Tecnologia foi comprada pelo Grupo UOL e, a partir de então, passou a absorver toda a parte de desenvolvimento de software para empresas da UOL DIVEO, que passou a cuidar apenas de telemarketing.
Em maio do mesmo ano, o UOL DIVEO fundou o UOLDIVEO Broker, empresa voltada ao mercado de capitais que atende as normas e padrões da Bolsa de Valores, Mercadorias e Futuros de São Paulo (BM&F Bovespa).  
Em 2020, a UOLDIVEO assumiu o controle da Compasso, adotando o nome Compasso UOL. Pouco após isto, a UOLDIVEO foi dividida em duas: Compasso UOL (desenvolvimento de sistemas) e UD Tecnologia (datacenters). A segunda foi vendida logo no início de 2020. 
Em 2021, com a venda dos datacenters da UOLDIVEO, são criadas duas empresas: Edge UOL, para ofertas de serviços de infraestrutura e 5G, e a Compasso UOL, com foco em serviços de transformação digital. A Compasso UOL se tornou a Compass UOL. A mudança do nome acompanha o novo momento de expansão nos mercados norte-americano e europeu, com foco na consolidação como uma empresa internacional de serviços de transformação digital.
No mesmo ano, A Compass UOL adquiriu empresas de transformação digital: as brasileiras Everymind, Invillia e WebJump e as norte-americanas Content Thread e Edgy. 
Em 2022, a Compass UOL adquiriu a americana Avenue Code, que oferece serviços para grandes empresas nos Estados Unidos, consolidando a expansão internacional da empresa.
Em junho de 2024, a empresa adquiriu ainda a Oak Rocket, empresa americana especializada na adoção de nuvem da Amazon Web Services (AWS). 

## Criação da AI/R
Em 2024, a Compass UOL passou a fazer parte da AI Revolution Company - AI/R. Com sede no centro tecnológico da Califórnia, a iniciativa tem como objetivo a união com as outras cinco empresas adquiridas pela Compass UOL: AvenueCode, Edgy, Everymind, Invillia e Webjump.